# Аксёновская (Устьянский район)
Аксёновская — деревня в Устьянском районе Архангельской области.

## География
Находится в южной части Архангельской области на расстоянии приблизительно 69 км на север-северо-восток по прямой от административного центра района поселка Октябрьский на правом берегу реки Верюга.

## История
В 1859 году здесь (деревня Вельского уезда Вологодской губернии) было учтено 12 дворов. До 2022 года входила в Бестужевское сельское поселение до его упразднения.

## Население
Численность населения: 81 человека (1859 год), 26 (русские 96 %) в 2002 году, 25 в 2010.